# Agrius cordiae
Agrius cordiae är en fjärilsart som beskrevs av Riotte 1984. Agrius cordiae ingår i släktet Agrius och familjen svärmare. Inga underarter finns listade i Catalogue of Life.